# Église Saint-Michel de Lunebourg
L'église Saint-Michel de Lunebourg est une église située dans la ville de Lunebourg en Allemagne.

## Historique
La première pierre de l'église actuelle a été posée en 1376 en remplacement d'un monastère construit détruit en 1371 situé à l'extérieur des murs de la ville. L'église a été achevée en 1379. Heinrich von Bremen, qui a travaillé sur l' Église Saint-Nicolas de Wismar après 1381, a été nommé maître d'œuvre. L'église principale avec la chapelle abbatiale , qui n'était pas initialement prévue, a été achevée en 1418. 
La construction de la tour ne commença qu'en 1430 ; Les travaux furent arrêtés en 1434 après l'achèvement de la salle de la tour et des deux étages supérieurs et la tour reçut un toit pyramidal à quatre côtés, qui ne fut remplacé qu'en 1767 par celui que l'on voit actuellement.
L'église avait initialement trois toits à pignon séparés au-dessus des nefs, qui furent remplacés par un toit unique en 1750/51. 
En 1532, le monastère devint protestant
En 1794/95, l'intérieur fut entièrement remanié dans l'esprit des Lumières et l'église devient une église de garnison jusqu'en 1945 ; en 1864-1866, le caractère gothique de base fut en partie restauré dans une forme néo-gothique. La dernière restauration majeure a eu lieu entre 1968 et 1972.
L'école du monastère et l'école spéciale (pour garçons d'origine bourgeoise) étaient très célèbres. Jean-Sébastien Bach y chanta comme enfant de chœur de 1700 à 1702.

## Dimensions
Les dimensions de l'édifice sont les suivantes 

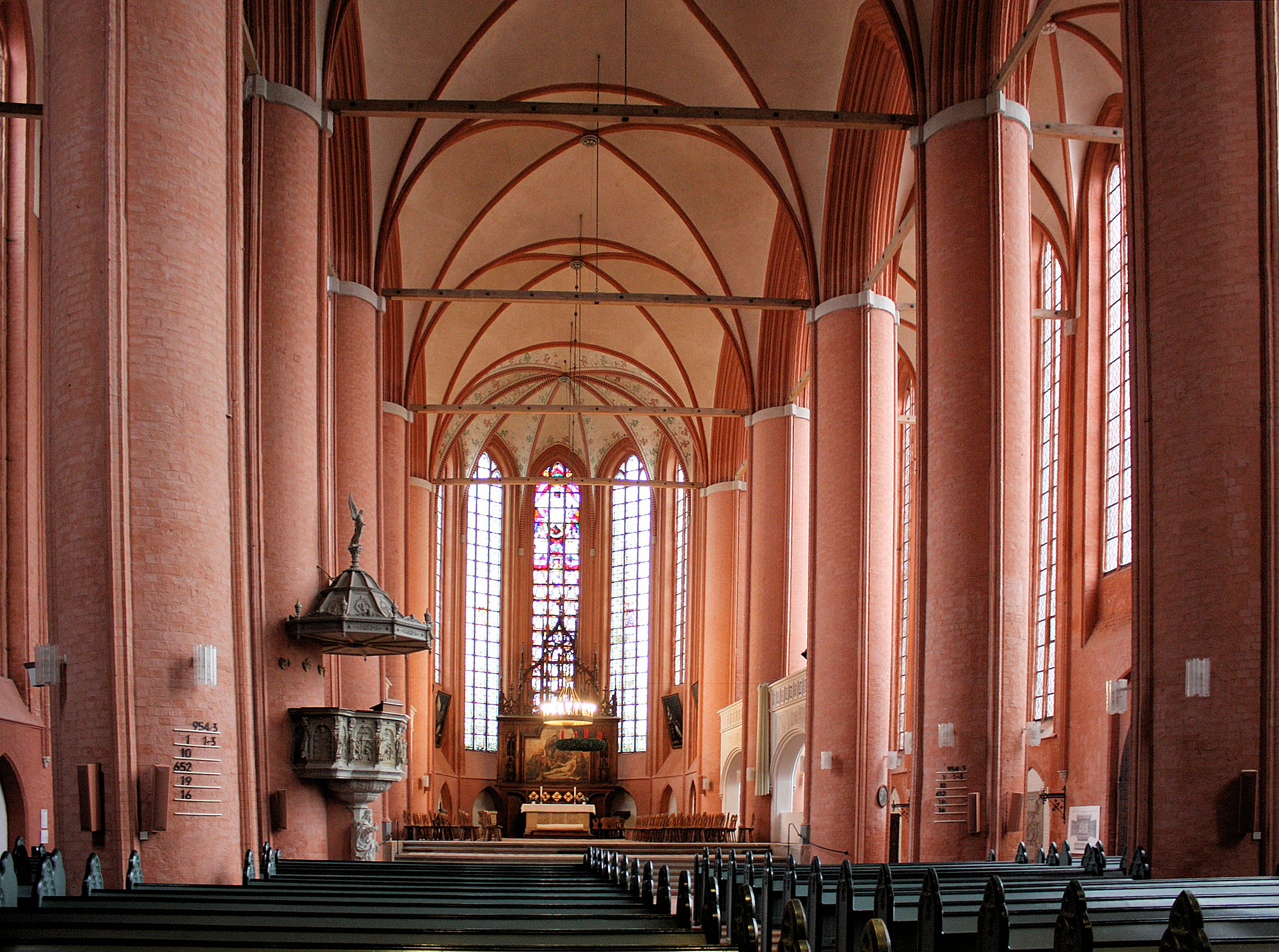
Intérieur de l'église

- Hauteur sous voûte : 20,45 mètres
- Longueur : 52,6 m
- Hauteur de la tour : 79 m
- Largeur : 26,3 m